# Dolina Zielona Kieżmarska

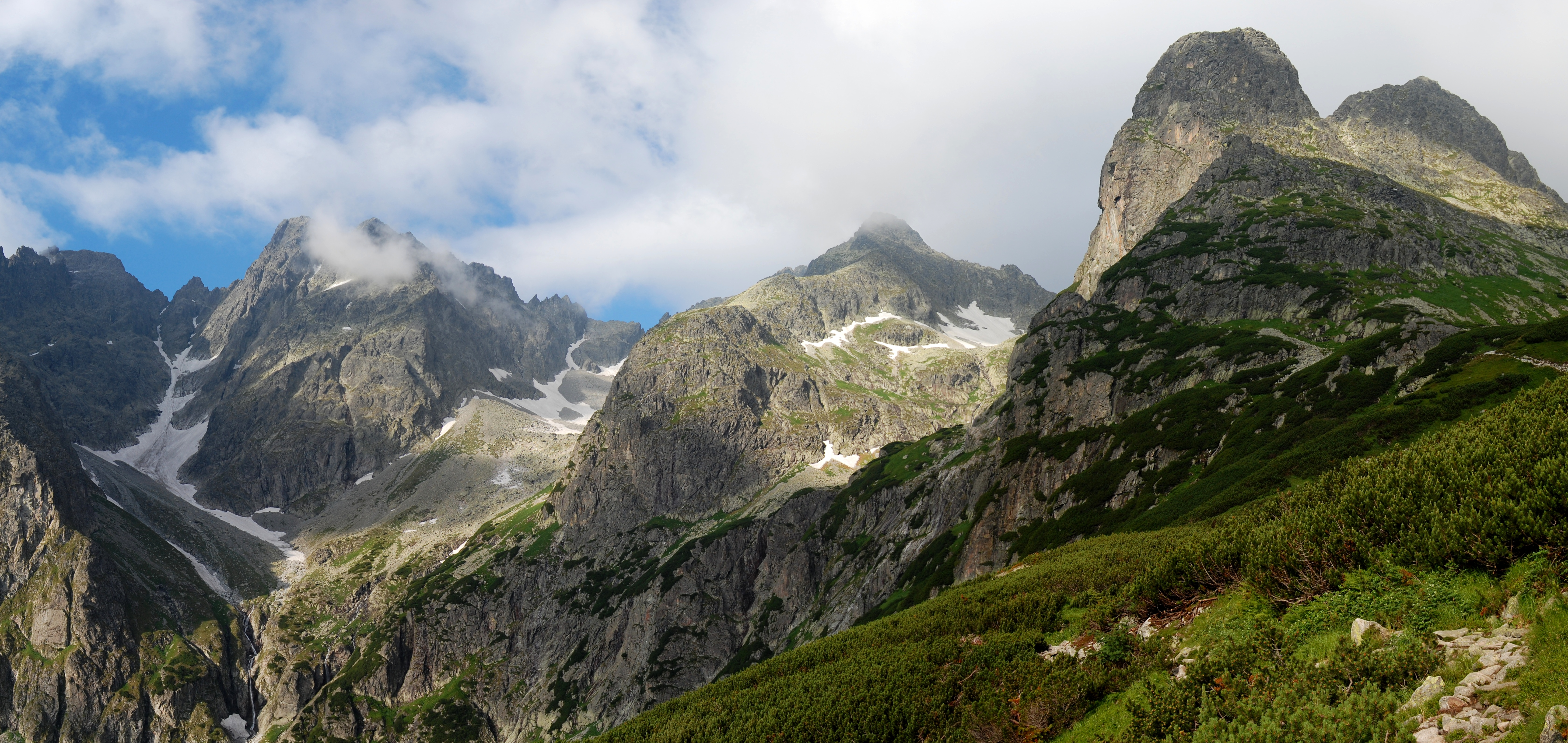
Widok na górne dolinki i kotliny wchodzące w skład doliny: Jastrzębią, Dziką i Miedzianą Kotlinę (od prawej)

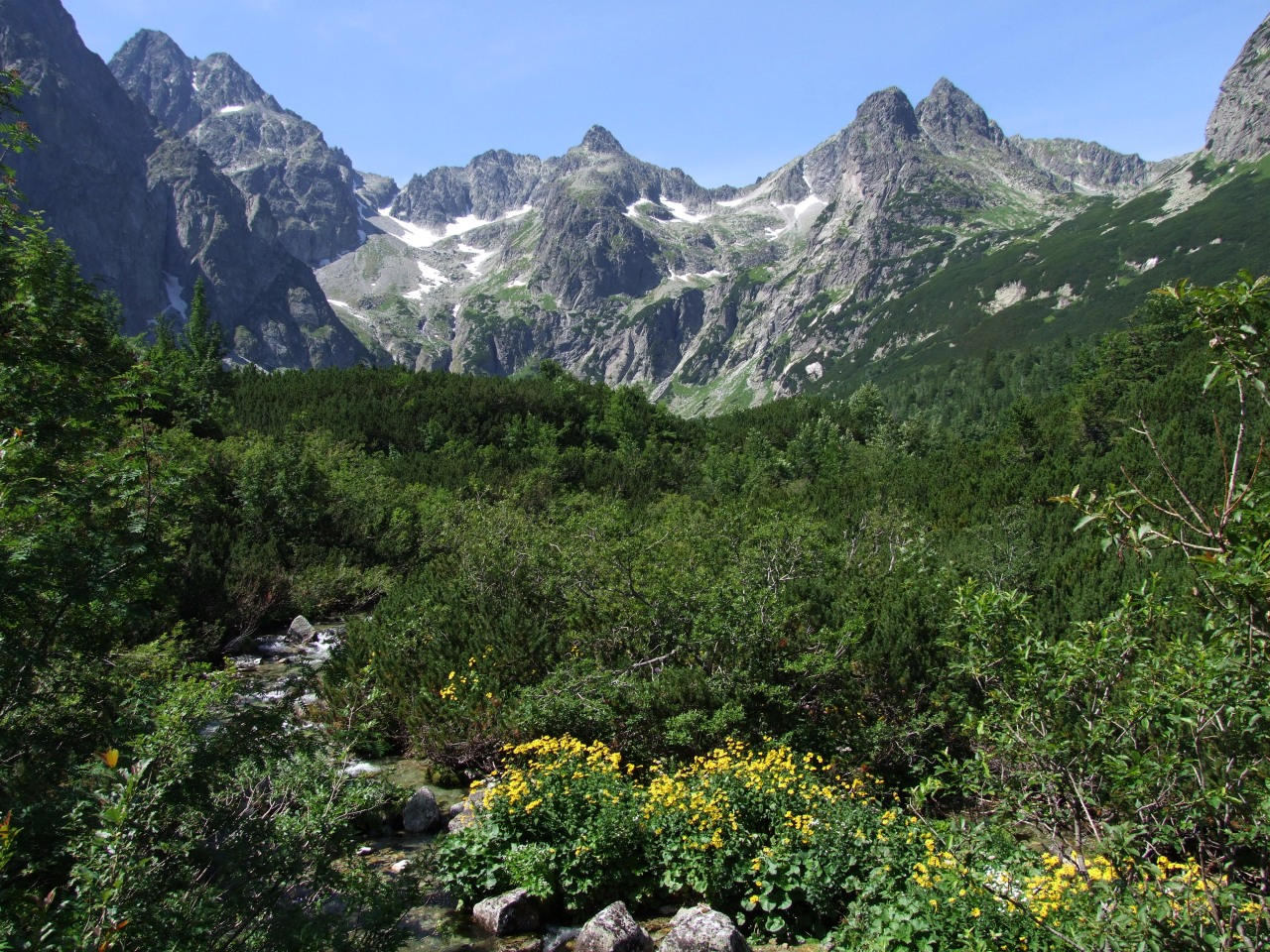
Dolina Zielona Kieżmarska i szczyty górujące nad Doliną Zielonego Stawu

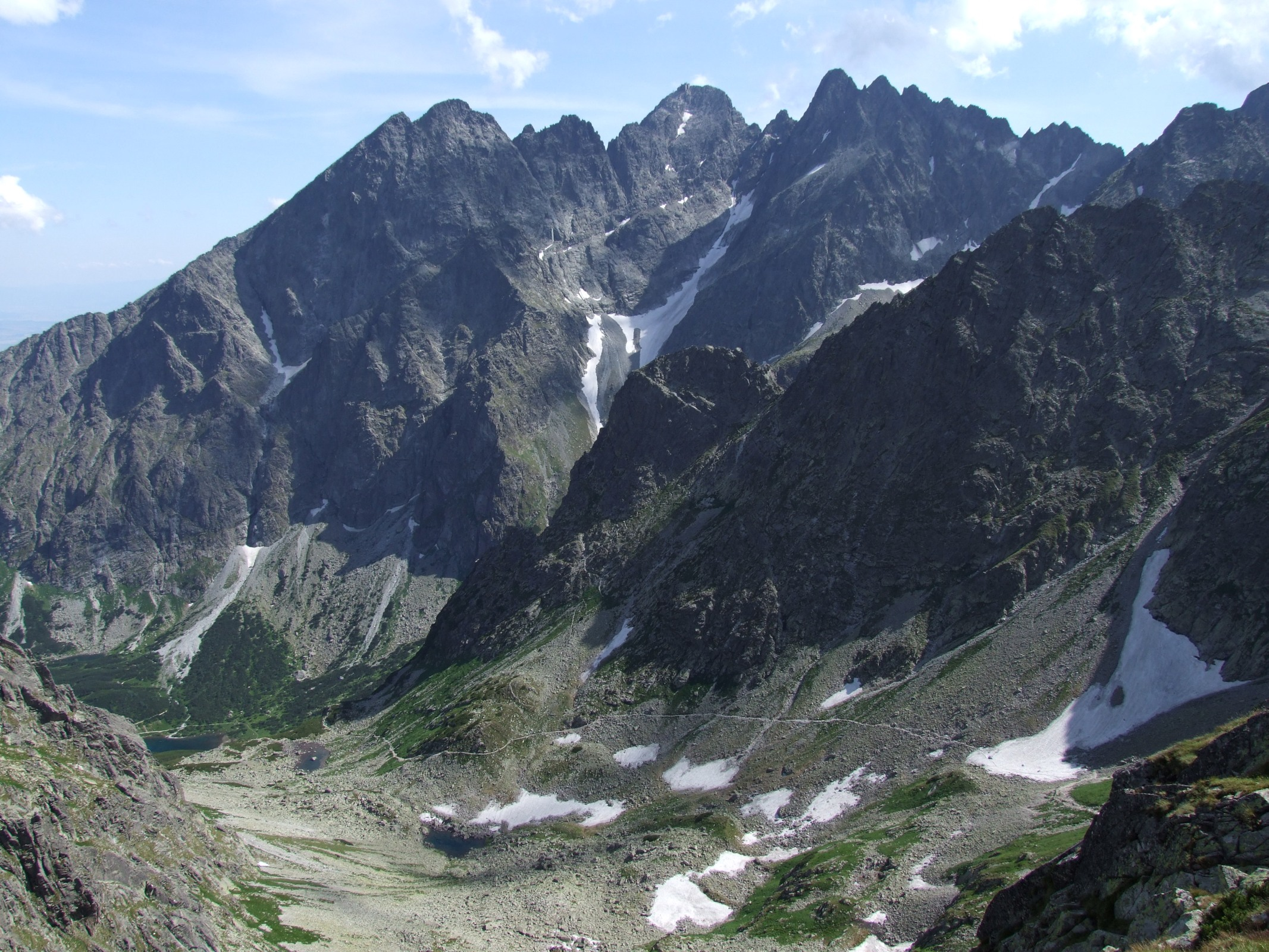
Dolina Jagnięca – górne piętro Doliny Zielonej Kieżmarskiej

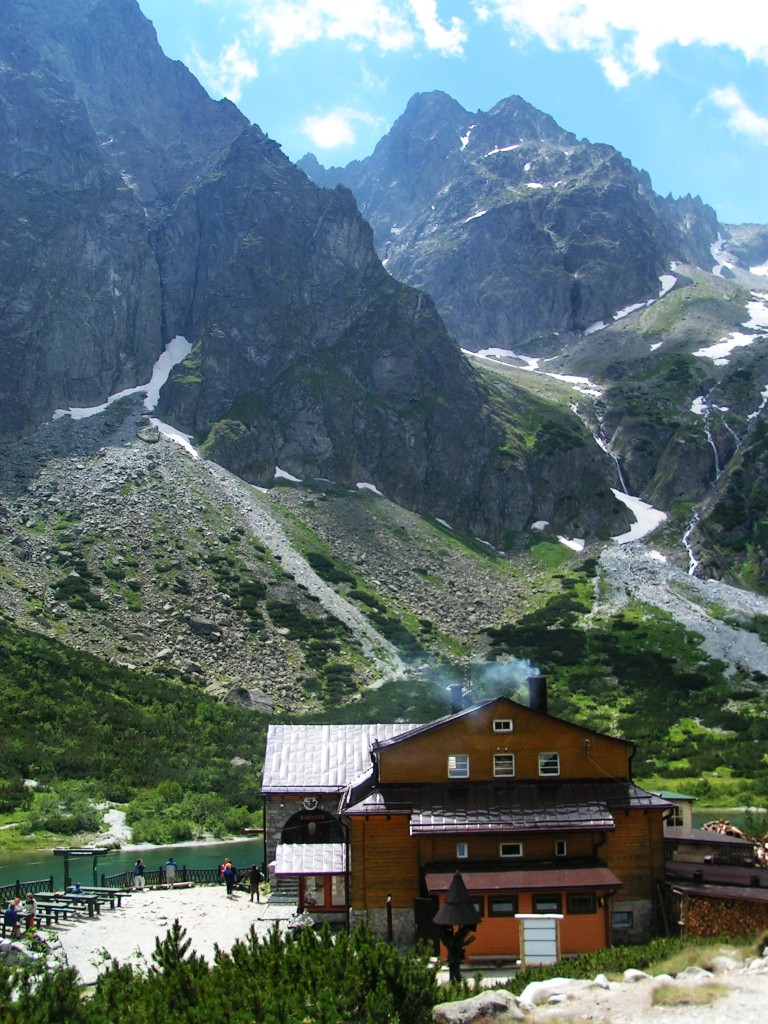
Schronisko przy Zielonym Stawie

Dolina Zielona Kieżmarska, w części literatury tatrzańskiej Dolina Zielona Kiezmarska, także Dolina Zielonego Stawu (słow. dolina Zeleného plesa) – tatrzańska dolina, będąca górną częścią głównej gałęzi słowackiej Doliny Kieżmarskiej (Dolina Bielej vody Kežmarskej).

## Opis
Ma 14,5 km² powierzchni, a w połowie długości zmienia pod kątem 75° kierunek, dzieląc się na dwie całkowicie odmienne części: w dolnej części jest to zalesiony żłób lodowcowy, w górnej jest to otwarta dolina z bocznymi dolinkami wiszącymi, obramowana potężnymi szczytami. Pionowa rozpiętość doliny wynosi 1700 m. Niemal cała dolina zbudowana jest z granitów, jedynie dolna część jej lewego skrzydła ukształtowana jest ze skał osadowych. Granitowa część doliny była zlodowacona, pozostałością tego okresu są cyrki lodowcowe z klasycznymi ryglami, wały moren, silne podcięcia erozyjne w zboczach, kilkanaście stawów i stawków polodowcowych i inne. Pod północnymi ścianami Łomnicy znajduje się szczątkowy lodowiec (w ostatnich latach stale zmniejszający się).

## Topografia
Dolina Zielona Kieżmarska graniczy z:
- od północy z Doliną Białych Stawów (dolina Bielych plies), rozdziela je grań Rzeżuchowych Turni (Žeruchové veže),
- od zachodu z Doliną Kołową (Kolová dolina) i Doliną Czarną Jaworową (Čierna Javorová dolina) należącymi do systemu Doliny Jaworowej (Javorová dolina), rozdziela je główna grań Tatr od Jagnięcego Szczytu (Jahňací štít) do Wyżniego Baraniego Zwornika w masywie Baranich Rogów (Baranie rohy),
- od południowego zachodu z Doliną Małej Zimnej Wody (Malá Studená dolina), rozdziela je boczna grań odchodząca od Wyżniego Baraniego Zwornika przez Baranie Rogi, Durny Szczyt (Pyšný štít) w kierunku Łomnicy (Lomnický štít),
- od południowego wschodu z Doliną Łomnicką (Skalnatá dolina), rozdziela je grań Wideł (Vidlový hrebeň), oraz ze Świstówką Huncowską (Huncovská kotlinka), rozdziela je masyw Kieżmarskiego (Kežmarský štít) i Małego Kieżmarskiego Szczytu (Malý Kežmarský štít).

Dolina Zielona Kieżmarska należy do dolin piętrowych, górne jej piętra tworzą wiszące dolinki i kotliny:
- Dolina Jagnięca (Červená dolina),
- Dolina Jastrzębia (Malá Zmrzlá dolina),
- Dolina Dzika (Veľká Zmrzlá dolina),
- Miedziana Kotlina (Medená kotlina).

## Stawy
W dolinie znajdują się stawy tatrzańskie, z których największy to Zielony Staw Kieżmarski (Zelené pleso), położony na wysokości 1545 m n.p.m., pod najwyższą w Tatrach (wysokość 900 m) ścianą schodzącą z Małego Kieżmarskiego Szczytu. Powierzchnia stawu wynosi 1,77 ha, a głębokość ok. 4,3 m.
W dolinie znajdują się także dwa mniejsze stawy: Czarny Staw Kieżmarski (Čierne pleso) oraz Mały Staw Kieżmarski (Malé Čierne pleso). Dnem płynie Zielony Potok Kieżmarski (Zelený potok), dopływ Białej Wody Kieżmarskiej, głównego cieku wodnego Doliny Kieżmarskiej.

## Historia
Słoneczne hale Doliny Kieżmarskiej były od dawna wypasane przez pasterzy z Kieżmarku, Białej Spiskiej i Rakus. W wielu miejscach czynne były kopalnie kruszców, w XVIII wieku górnicy założyli „banie” nawet w północnych ścianach Łomnicy i Wideł (na Miedzianych Ławkach, których nazwa pochodzi właśnie od wydobywanych tu rud miedzi). Stanisław Staszic, zwiedzający te kopalnie w 1805 r., pisał: ... zastałem tu kilka osób pracujących nad dobywaniem żyły cynobru i miedzi. Praca ta dwa, a najdalej trzy miesiące do roku tylko trwać może. Dolina penetrowana była przez poszukiwaczy skarbów, była też celem pierwszej znanej wycieczki w Tatry: Beata i Olbracht Łascy w 1565 r. przyprowadzili tutaj swoich studentów. Istotną rolę w zdobywaniu szczytów i ścian w okolicy tej doliny odegrali taternicy polscy.
Nad brzegiem Zielonego Stawu Kieżmarskiego już w 1880 roku postawiono pierwsze schronisko (przeniesione z Rakuskiej Polany). Drewniany budynek został zniszczony przez pożar w 1883 r., odbudowany spalił się ponownie w 1890 r. W latach 1894–1897 zbudowano schronisko murowane – schronisko nad Zielonym Stawem (Chata pri Zelenom plese), w latach 1950–1990 oficjalnie nazywaną Brnčalova chata na cześć Alberta Brnčala, taternika, który zginął pod Jastrzębią Przełęczą.

## Turystyka
Przez dolinę przebiegają szlaki turystyczne – Magistrala Tatrzańska z Doliny Białych Stawów przez Rakuski Przechód (Sedlo pod Svišťovkou) do Świstówki Huncowskiej oraz znakowany szlak na Jagnięcy Szczyt. Dolina jest jedną z najbardziej popularnych w Tatrach Słowackich. Potężne szczyty wznoszące się ponad jej jeziorem są jednym z najważniejszych rejonów wspinaczkowych w Tatrach. Dolina Dzika jest w zimie dobrym rejonem dla narciarzy.
  – żółty szlak rozpoczynający się przy parkingu i przystanku Biała Woda przy Drodze Wolności między Kieżmarskimi Żłobami i Matlarami i prowadzący przez Zbójnicką Polanę, Rzeżuchową Polanę i rozdroże na Folwarskiej Polanie wzdłuż Białej Wody Kieżmarskiej nad Zielony Staw Kieżmarski, a stamtąd Doliną Jagnięcą na Jagnięcy Szczyt.
- Czas przejścia od Białej Wody do schroniska przy Zielonym Stawie: 3:15 h, ↓ 2:55 h
- Czas przejścia ze schroniska na Jagnięcy Szczyt: 2:15 h, ↓ 1:35 h

  – końcowy odcinek znakowanej czerwono Magistrali Tatrzańskiej, prowadzący znad Łomnickiego Stawu przez Rakuski Przechód i obok schroniska nad Zielonym Stawem nad Wielki Biały Staw.
- Czas przejścia znad Łomnickiego Stawu do schroniska: 2:05 h, z powrotem 2:55 h
- Czas przejścia ze schroniska nad Wielki Biały Staw: 35 min w obie strony

 – rowerowy od Białej Wody do schroniska nad Zielonym Stawem, cały czas wzdłuż żółtego szlaku turystyki pieszej